# Henry Hopkins Sibley
Henry Hopkins Sibley (Natchitoches, 25 maggio 1816 – Fredericksburg, 23 agosto 1886) è stato un generale di brigata della Louisiana nel corso della guerra di secessione americana e comandò il Confederate States Army nel territorio del Nuovo Messico.
Il suo tentativo di conquistare il controllo delle strade della California fu fatto fallire nella battaglia di Glorieta Pass. Fu educato a West Point e prestò servizio nello United States Army dal 1838 al 1861, quando scoppiò la guerra civile e diede le dimissioni per unirsi alla causa sudista.

## Biografia

### Famiglia e gioventù
Il dottor John Sibley fu medico in Massachusetts durante la guerra d'indipendenza americana. La moglie era Elizabeth Hopkins, il cui cognome fu dato come secondo nome al figlio Samuel ed al nipote Henry.  Dopo la morte di lei nel 1803, il dottor Sibley fece parte di una spedizione nella regione del Red River in Louisiana occidentale per conto del governo degli Stati Uniti in seguito all'acquisto della Louisiana, e scelse di trasferirsi a Natchitoches. Nel 1811 il figlio Samuel Hopkins Sibley e la moglie lo seguirono a Natchitoches. Samuel Sibley fu ufficiale comunale dal 1815 fino alla morte avvenuta nel 1823.
Henry Hopkins Sibley nacque a Natchitoches nel 1816. Dopo la morte del padre, quando aveva sette anni, il ragazzo fu mandato in Missouri a vivere con lo zio parterno George Champlin Sibley e la moglie Mary Easton, fondatori del Lindenwood College di Saint Charles (Missouri).
Generale dell'Unione e primo governatore del Minnesota, Henry Hastings Sibley era un suo lontano cugino. La sua famiglia era emigrata ad ovest nel Northern Tier, che gli storici hanno definito Grande Nuova Inghilterra.

### Servizio nello United States Army
All'età di 17 anni Henry fu ammesso alla United States Military Academy di West Point (New York). Terminò gli studi nel 1838 e fu assegnato come sottotenente al 2° dragoni.
Combatté i Seminole in Florida nel 1840–1841, partecipò all'occupazione militare del Texas nel 1845–1846 e combatté la guerra messico-statunitense nel 1847-1848. Sibley ebbe compiti di frontiera in Texas dal 1850 al 1855. Sibley era un militare creativo. Negli anni 1850 inventò la "tenda Sibley", usata largamente dallo Union Army durante la guerra di secessione americana e subito dopo. Anche il Regno Unito adottò questo tipo di tenda. Inventò anche la "stufa Sibley" per il riscaldamento della tenda. L'esercito statunitense usò questa stufa nei primi anni della seconda guerra mondiale.
Dal 1855 al 1857 Sibley fece parte degli uomini che cercarono di prendere il controllo nel conflitto del Bleeding Kansas, dove centinaia di nuovi coloni giunsero per votare un referendum sullo schiavismo che portò al Kansas-Nebraska Act del 1854. Prese parte alla guerra dello Utah nel 1857–1860 prima di prestare servizio in Nuovo Messico nel 1860–1861. Dopo lo scoppiò della guerra di secessione americana Sibley diede le dimissioni il 13 maggio 1861, giorno della propria promozione a maggiore del 1° dragoni. Nativo della Louisiana, simpatizzava per i sudisti e si unì al Confederate States Army (CSA).

### Guerra civile
Sibley si congedò dallo United States Army quando si un' ai Confederati. Posto a capo di una brigata di cavalleria volontaria in Texas occidentale, Sibley chiamò il proprio gruppo Armata del Nuovo Messico ed iniziò a progettare una campagna del Nuovo Messico per la conquista delle città di Albuquerque, Santa Fe e di Fort Union lungo il Santa Fe Trail per poter stabilire una base avanzata per i rifornimenti. Da qui avrebbe proseguito verso nord fino al Colorado per conquistare numerose miniere di oro e argento e ingrassare le povere casse dei Confederati, per poi riunirsi al tenente confederato John R. Baylor già in controllo del Nuovo Messico e dell'Arizona meridionali ed acquartierarsi a Tucson, Arizona. Il loro ultimo obiettivo sarebbe stato la conquista dei porti californiani e la creazione di una linea di rifornimento verso sud, necessaria dopo il blocco navale imposto dalla Union Navy dalla Virginia al Texas. Per tutta la campagna del Nuovo Messico del 1862 il suo avversario fu il colonnello Edward Canby, ex commilitone dello United States Army. Secondo alcuni storici si sarebbe trattato del cognato di Sibley, ma questa parentela è dubbia.
All'inizio Sibley riscosse successo nella battaglia di Valverde del 20–21 febbraio e cercò di conquistare Albuquerque e Santa Fe nelle prime settimane di marzo. Nonostante la successiva battaglia di Glorieta Pass del 28 marzo terminò con un'apparente vittoria confederata sul campo, Sibley dovette ritirarsi dato che il convoglio con i rifornimenti fu distrutto e molti cavalli e muli uccisi o fuggiti durante il conflitto. Nello stesso periodo le forze dell'Unione stavano avvicinandosi al Nuovo Messico da ovest, si trattava della California Column. Glorieta Pass fu definita da alcuni storici la "Gettysburg dell'ovest". La ritirata di Sibley al punto di partenza della campagna di Fort Bliss in aprile spense le speranze dei Confederati di raggiungere l'oceano Pacifico ed usare la ricchezza mineraria della California e del Colorado.
Dopo il fallimento della campagna del Nuovo Messico a Sibley furono assegnati comandi minori sotto il generale Richard Taylor lungo il Bayou Teche in Louisiana meridionale, alla guida della "brigata Arizona" nelle battaglie di Irish Bend e Fort Bisland. Lo storico John D. Winters afferma che commise molti errori grossolani, non attaccando quando gli fu richiesto. In lotta contro l'alcolismo, subì la corte marziale in Louisiana nel 1863. Nonostante non sia stato ritenuto colpevole di codardia, il suo comportamento fu criticato.

### Carriera postbellica e morte
Dopo la guerra Thaddeus Phelps Mott reclutò ex soldati di Unione e Confederazione per prestare servizio nell'esercito egiziano. Sibley fu uno dei primi ad arrivare in Egitto, e vi prestò servizio dal 1870 al 1873 come consigliere militare (col grado di generale di brigata di artiglieria) di Isma'il Pascià, chedivè dell'Egitto, supervisionando la costruzione di fortificazioni costiere. Ricadde nei problemi con l'alcool e fu congedato per malattia e inabilità.
Tornato negli Stati Uniti d'America, Sibley visse dal 1874 con la figlia a Fredericksburg (Virginia). Scrisse articoli e lavorò su invenzioni militari.
Morì in povertà, e fu sepolto nel cimitero confederato di Fredericksburg.

## Nella cultura di massa
Sibley viene citato spesso nel film Il buono, il brutto, il cattivo (1966) diretto da Sergio Leone.
Viene citato nel documentario The Man Who Lost The Civil War (2003), contenuto speciale del DVD della Metro-Goldwyn Mayer del 2003.